# محوطه بیجنوند ۴
محوطه بیجنوند ۴ مربوط به گودین (دوره مادها)  است و در شهرستان چرداول، بخش مرکزی، دهستان شباب، روستای بیجنوند واقع شده است. این اثر در تاریخ ۳۰ دی ۱۳۸۵ با شمارهٔ ثبت ۱۶۸۹۲ به عنوان یکی از آثار ملی ایران به ثبت رسیده است.